# Can Puig de la Bellacasa
Can Puig de la Bellacasa es una masía solariega catalana del siglo XIII situada en Bañolas (provincia de Gerona), convertida en el fuerte Beurmann durante la Guerra del Francés en 1812. Desde el año 2000 es la sede del Consejo Comarcal del Pla de l'Estany.
Está ubicada en un monte ligeramente elevado y tiene sus orígenes en el siglo XIII, habiendo sido la cuna de la familia Puig de la Bellacasa, citada a partir del año 1300 en la lista de bañolenses ilustres.
Al pie de la colina donde está Can Puig de la Bellacasa, por el lado de la fachada posterior, está la fuente de Can Puig donde hay también un lavadero y una mina. Junto a la masía se encuentra el passeig Puig de la Bellacasa, dedicado a Lluís Puig de la Bellacasa y Deu, político y abogado de Barcelona (1886-1960), miembro de la familia propietaria.

## Descripción
A la casa solariega le precede un patio rectangular con varias dependencias en cada lado. Es una construcción en piedra de Bañolas trabajada de manera irregular, con piedras cantoneras y cubierta de teja árabe con cuatro vertientes. Tiene un panel en la cabeza encima y algún contrafuerte. La fachada tiene elementos de apertura de muy diversa factura: puertas de dos tipos, ventanas sencillas o más trabajadas, pequeñas y grandes, y aspilleras.

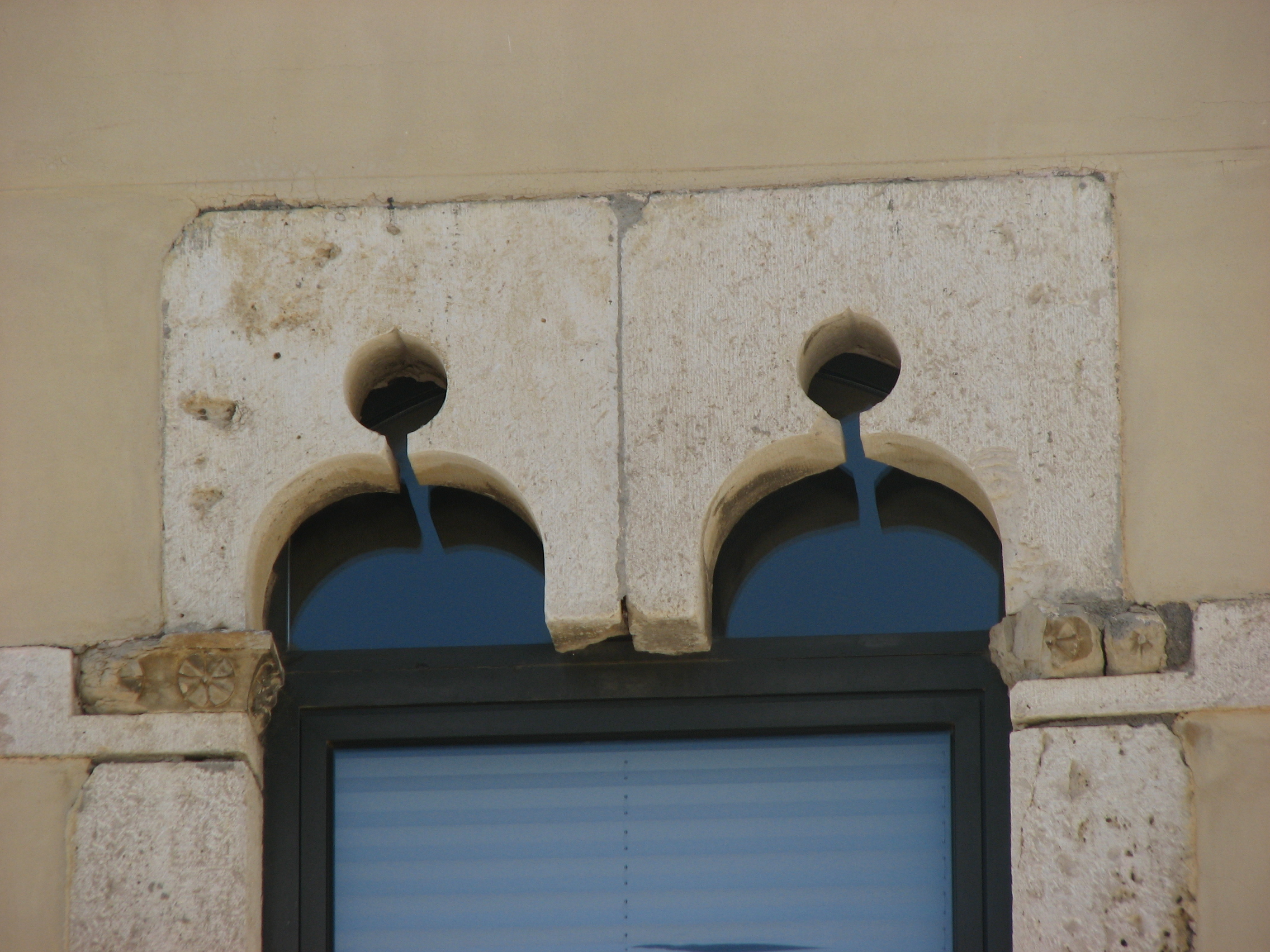
Detalle ventana en la fachada principal

Dispone de una puerta de arco redondo de medio punto adovelado y otro de forma rectangular. Algunas ventanas reflejan la inspiración gótica. En el muro lateral izquierdo hay un cuerpo añadido de menor altura que el cuerpo principal y abierto por una galería cubierta y porche.
Actualmente casi todas las arcadas están ciegas. En las ventanas la piedra del dintel está ligeramente trabajada y se le ha practicado una ceguera de los arcos decorativos. La ventana que no conserva columna luce unos restos de moldura alrededor del dintel, así como unas pequeñas impostas con ornamentos florales. La ventana con columna, monolítica y esbelta, tiene un capitel compuesto y ábaco con ornamentación floral, al igual que en las impostas y del mismo tipo que la ornamentación de la otra ventana.

## Historia

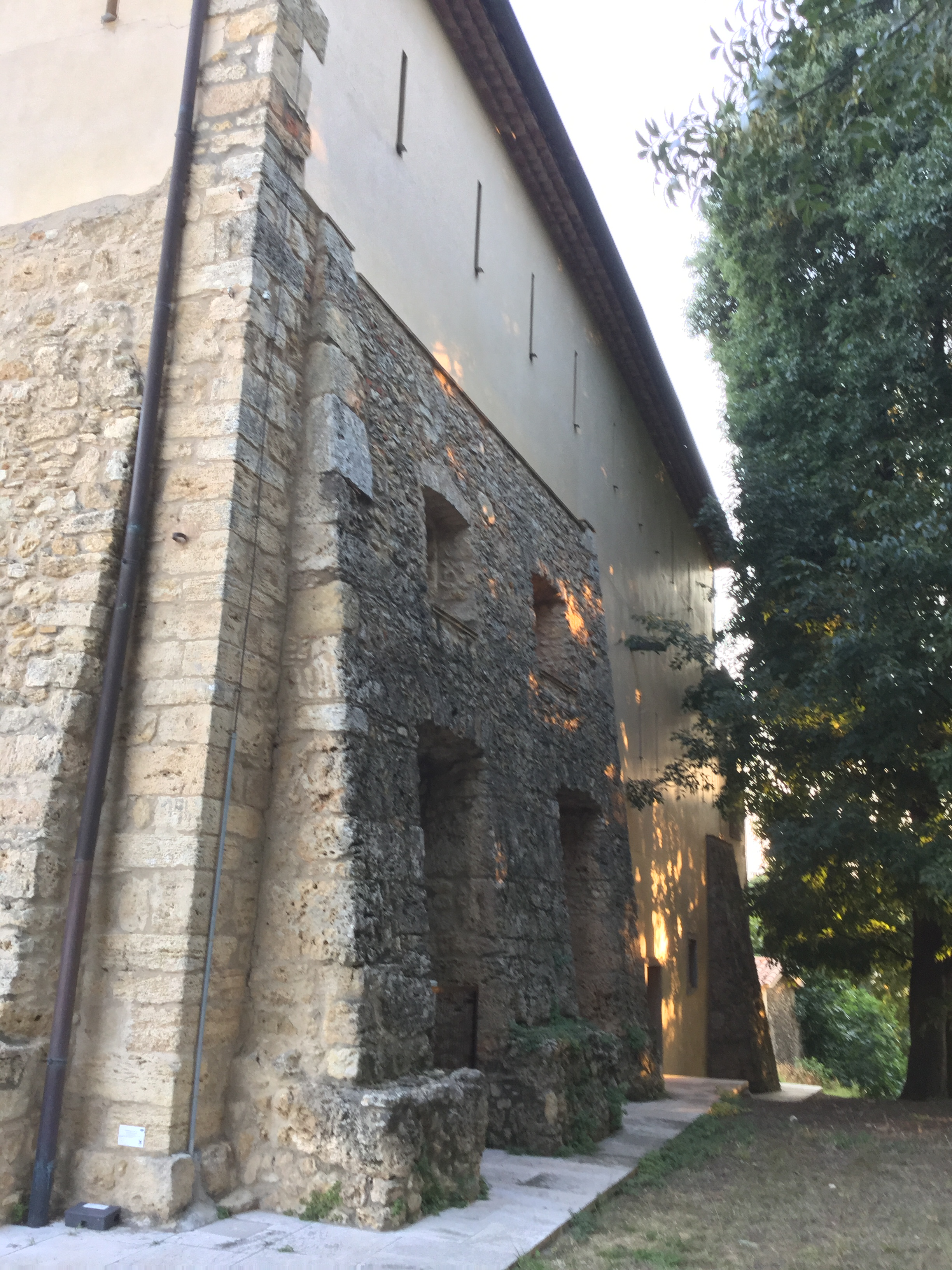
Fortificación y defensa

Los siglos XVII y XVIII fueron años de prosperidad para la familia Puig de la Bellacasa y los tres hermanos tuvieron un importante papel en la lucha contra los franceses durante la Guerra Grande (1793-1795).
La masía de Can Puig de la Bellacasa también fue una fortificación. La comarca de Bañolas ha vivido diversos conflictos militares como la incursión del sub-veguer de Besalú, la de Bernardo de Armagnac, las guerras durante el reinado de Juan II y el conflicto Remensa. Ante estas acciones surgió una arquitectura dirigida a apoyar la defensa mediante murallas, castillos, torres de defensa y casas fortificadas, como es el caso de Can Puig de la Bellacasa dada su estratégica situación.
En la Guerra de la Independencia Española, la masía fue convertida por las tropas napoleónicas en un fuerte, el "Fuerte Beurmann", utilizado como cuartel general ya que desde la casa se divisa toda la ciudad de Bañolas. Las obras de adaptación fueron iniciadas el 21 de febrero de 1812 y dirigidas por el comandante de la plaza, el francés Beurmann, lo que dio nombre al fuerte. Los días 21 y 22 de noviembre de 1812 soldados españoles intentaron, sin éxito, expulsarlas de Can Puig de la Bellacasa. Murieron cinco militares españoles y no se sabe cuántos franceses.
En la década de 1960 se produjo un abandono de la masía, por los cambios en el sistema de vida del campesinado y al producirse un traslado de las familias hacia un tipo de vida más urbana así como la recalificación de los terrenos de cultivo que pasaron a ser urbanizables. La casa fue cedida por sus propietarios al Consell Comarcal del Pla de l'Estany en el año 1993 que se encargó de su rehabilitación y convirtió la masía en su sede en el año 2000.